# Caciocavallo silano
Il caciocavallo silano è un formaggio italiano a Denominazione di origine protetta.
Il nome deriva dalla forma del caciocavallo silano, diverso da tutti gli altri. Esso (quello originale prodotto in Sila) ha la forma di una testa di cavallo e i legacci per appenderlo sembrano delle vere e proprie briglie.
Il caciocavallo silano è un formaggio semiduro a pasta filata prodotto esclusivamente con latte di mucca (originariamente veniva usato latte proveniente da mucche di razza podolica mentre oggi da Pezzata Rossa Italiana e Bruna Alpina) nel rispetto del disciplinare di produzione (Provvedimento 29 luglio 2003 del Ministero delle Politiche Agricole e Forestali).
La forma è ovale o tronco-conica con testina o senza. Il peso di ogni forma è compreso tra 1 kg e 2,500 kg. La crosta è sottile, liscia, di marcato colore paglierino. Le forme possono essere trattate in superficie con sostanze trasparenti, prive di coloranti.
La pasta è omogenea, compatta, con lievissima occhiatura, di colore bianco o giallo paglierino più carico all'esterno e meno carico all'interno.
Il sapore è aromatico, fusibile in bocca, normalmente delicato e tendenzialmente dolce quando il formaggio è giovane, fino a divenire piccante a maturazione avanzata.
All'atto della sua immissione al consumo, ogni forma reca impresso termicamente il contrassegno identificativo del caciocavallo silano.